# Roelly Winklaar
Roelly Winklaar, mit vollem Namen Egberton Rulove „Roelly“ Etienne-Winklaar (* 22. Juni 1977 in Curaçao) ist ein curaçao-niederländischer professioneller Bodybuilder.

## Werdegang
Winklaar ist in Curaçao geboren und aufgewachsen. Sein Vater starb bei einem Motorradunfall, als er vier Jahre alt war. Als er fünf Jahre alt war, zog seine Mutter mit der Familie in die Niederlande. Im Alter von 22 Jahren wurde er zum ersten Mal Vater. Heute ist er Vater von vier Kindern.
Er war immer interessiert an Bodybuilding und nahm an lokalen Amateurwettkämpfen teil, bei denen er gute Platzierungen erreichte. Während dieser Zeit hatte er nie daran gedacht, einmal professioneller Bodybuilder zu werden. 2004 hatte Winklaar einen schweren Autounfall, bei dem er fast ums Leben kam. Dieser Unfall änderte seine Meinung. Als er aus dem Krankenhaus entlassen wurde, beschloss er, nicht länger seine Zeit zu verschwenden und ein professioneller Bodybuilder zu werden. Im Alter von 27 Jahren begann er, daran zu arbeiten, eine Pro Card zu bekommen.
Über die nächsten fünf Jahre trainierte er und arbeitete hart an sich, um mehr Muskelmasse aufzubauen und formte seinen Körper. Jedoch beschränkte seinen Fortschritt sein Unwissen über Training und Ernährung. Zu diesem Zeitpunkt schaute er sich nach einem professionellen Trainer um, der ihn auf den nächsten Level bringen konnte. Schließlich fand er einen ehemaligen Bodybuilder als Trainer.
Sein erster Erfolg im Bodybuilding war der Gesamtsieg bei der 2009 NPC Arnold Amateur Championships, wonach er seine Pro Card erhielt. Sein Debüt als IFFB-Profi gab er im Jahr darauf bei den Arnold Classics 2010. Hier erreichte er den siebten Platz. Ebenfalls 2010 wurde er Dritter beim Australia Pro Grand Prix und gewann die New York Pro.
2016 und 2017 erreichte er jeweils den sechsten Platz bei der Mr. Olympia. 2018 erreichte er Platz 3.  2017 gewann er die EVLs Prague Pro und 2018 siegte er bei der Arnold Classic Australia.

## Erfolge
- 2019   IFBB    Yamamoto Pro - 1st
- 2019   IFBB    Mr. Olympia - 5th
- 2019   IFBB    Arnold Classic Australia - 3rd
- 2019   IFBB    Arnold Classic Ohio - 5th
- 2018   IFBB    EVLs Prague Pro - 1st
- 2018   IFBB    Mr. Olympia - 3rd
- 2018   IFBB    Arnold Classic Australia  - 1st
- 2018   IFBB    Arnold Classic Ohio - 4th
- 2017   IFBB    EVLs Prague Pro - 1st
- 2017   IFBB    Mr. Olympia - 6th
- 2017   IFBB    Arnold Classic Europe - 4th
- 2016   IFBB    Mr. Olympia - 6th
- 2015   IFBB    Arnold Sports Festival - 6th
- 2015   IFBB    Arnold Classic Australia - 6th
- 2015   IFBB    Mr. Olympia - 7th
- 2015   IFBB    Arnold Classic Europe - 5th
- 2015   IFBB    EVLs Prague Pro - 6th
- 2015   IFBB    Nordic Pro - 2nd
- 2014   IFBB    Wings of Strength Chicago Pro - 1st
- 2014   IFBB    Mr. Olympia - 12th
- 2014   IFBB    Arnold Classic Europe - 5th
- 2014   IFBB    Dubai Pro - 3rd
- 2014   IFBB    EVLs Prague Pro - 4th
- 2014   IFBB    San Marino Pro - 4th
- 2014   IFBB    Nordic Pro - 1st
- 2013  IFBB  Chicago Pro - 1st
- 2013  IFBB  Mr. Olympia - 7th
- 2013  IFBB  Arnold Classic Europe - 6th
- 2012  IFBB  Mr. Olympia - 12th
- 2012  IFBB  Sheru Classic Asian Grand Prix Pro - 4th
- 2012  IFBB  British Grand Prix - 6th
- 2012  IFBB  Prague Pro Championship - 8th
- 2012  IFBB  Tampa Bay Pro - 4th
- 2012  IFBB  Arnold Classic Europe - 3rd
- 2012  IFBB  Europa Super Show - 4th
- 2011  IFBB  Arnold Classic - 8th
- 2011  IFBB  British Grand Prix - 2nd
- 2011  IFBB  Mr. Europe Grand Prix - 2nd
- 2011  IFBB  FIBO Power Pro Germany - 3rd
- 2011  IFBB  New York Pro - 9th
- 2010  IFBB  Arnold Classic - 7th
- 2010  IFBB  Australian Pro Grand Prix - 3rd
- 2010  IFBB  Mr. Olympia - 14th
- 2010  IFBB  New York Pro - 1st
- 2009  NPC  Arnold Amateur - 1st

## Sonstiges
Winklaar hat eine Körpergröße von 169 cm und ein Wettkampfgewicht von 122 kg, in der Offseason sind es 130 kg (Stand 2017).